# Piaggio Medley
Die Piaggio Medley ist ein Großradroller des italienischen Fahrzeugherstellers Piaggio.

## Modellgeschichte
Die vollkommen neu entwickelte Piaggio Medley wurde im November 2015 auf der EICMA präsentiert. Sie verfügt über ein großes Staufach unter dem Sitz, das zwei Vollvisierhelme fasst. Angetrieben wird sie mit I-Get-Motoren mit 125 cm³ und 150 cm³ Hubraum, die mit einer abschaltbaren Start-Stopp-Automatik versehen sind.